# Don’s Maps

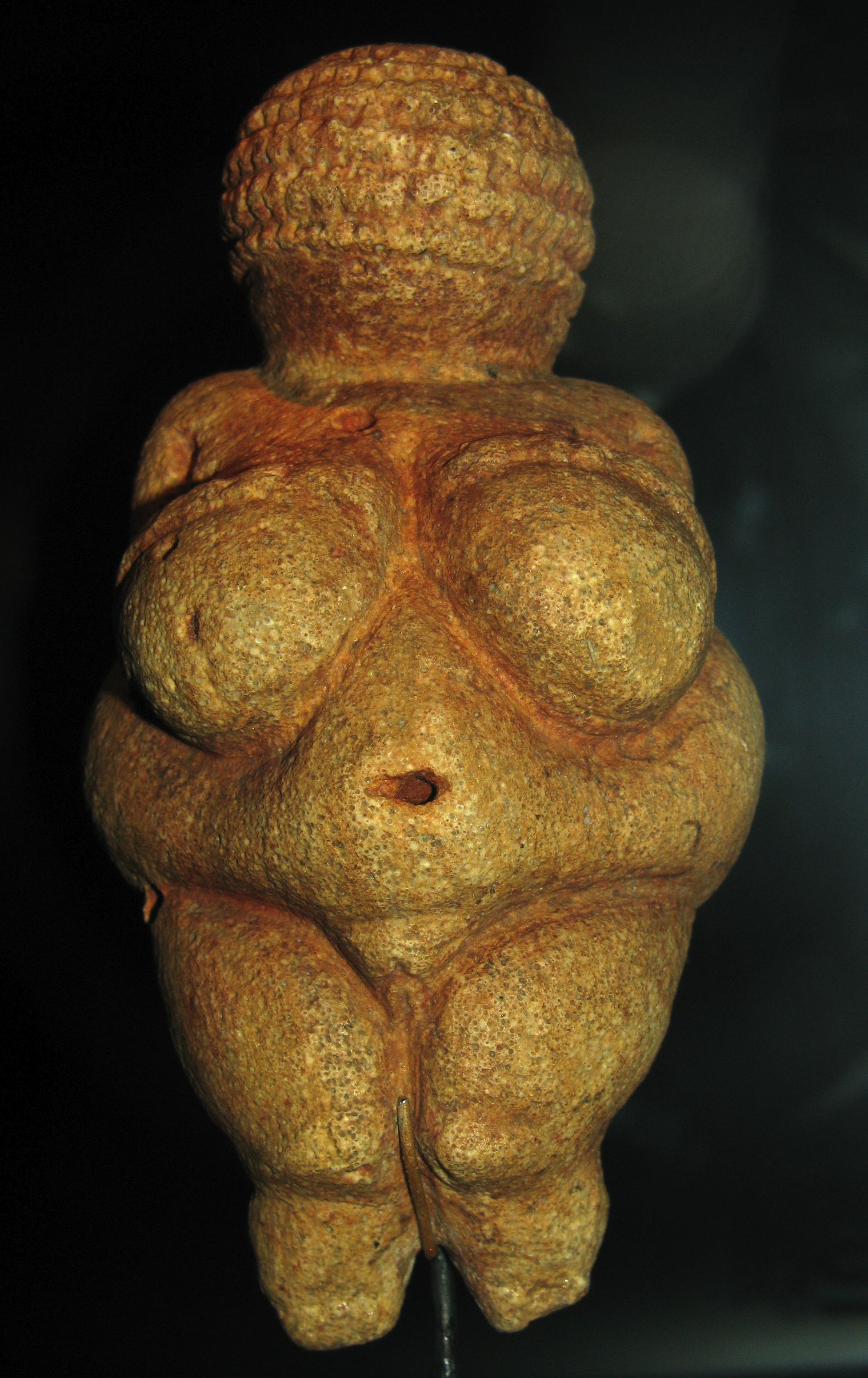
Ein Beispiel einer Fotografie von Don Hitchcock von seiner Website Don’s Maps: Die Venus von Willendorf

Don’s Maps ist eine nicht-kommerzielle Website, die vor allem eine Materialsammlung zu mehreren prähistorischen Themen anbietet. Der Schwerpunkt liegt dabei auf dem Paläolithikum. Insbesondere Fotos und wissenschaftliche Artikel bzw. Artikelausschnitte stehen hierbei im Mittelpunkt. Die Sammlung von Fotos und Artikeln zum Thema der künstlerischen Darstellung des Menschen in der Altsteinzeit (den sogenannten Venusfigurinen und vergleichbaren Kunstwerken) dürfte die größte und umfassendste im Internet sein.
Webmaster ist Don Hitchcock, der die Website 1995 begann und seitdem pflegt und weiterentwickelt. Hitchcock ist pensionierter Mathematiklehrer und lebt in Armidale, Australien.
Die Qualität der Seiten, die auf das Paläolithikum bezogen sind, ist derart hoch, dass die Website mittlerweile als Quelle für wissenschaftliche Arbeiten zum Paläolithikum herangezogen wird. Hitchcock selbst steuert zahlreiche eigene Fotografien in teilweise hervorragender Qualität bei (alle unter CC BY 4.0 International lizenziert). Er schreibt aber keinerlei eigene Abhandlungen zu den Themen, sondern beschränkt die Texte seiner Website auf das Zitieren der Arbeiten renommierter Wissenschaftler. Er verwendet englisch-, deutsch- und französischsprachige Fachartikel.
Neben dem Schwerpunkt Steinzeit enthält die Website auch Beiträge – vor allem Fotos – zum Alten Ägypten sowie weiteren historischen und privaten Themen.